# Crossocerus denticrus
Crossocerus denticrus är en stekelart som beskrevs av Herrich-Schäffer 1841. Crossocerus denticrus ingår i släktet Crossocerus, och familjen Crabronidae. Enligt den svenska rödlistan är arten nationellt utdöd i Sverige. . Arten har tidigare förekommit i Götaland men är numera lokalt utdöd. Artens livsmiljö är stadsmiljö, jordbrukslandskap.